# Giovanni Evangelista Pallotta
Giovanni Evangelista Pallotta (Caldarola, fevereiro de 1548 - Roma, 22 de agosto de 1620) foi um cardeal do século XVII.

## Biografia
Nasceu em Caldarola em Fevereiro de 1548. Segundo dos quatro filhos de Desiderio Pallotta e Domenica Cianfortini. Os outros irmãos eram Martino, Girolama e Elisea. Tio do cardeal Giovanni Battista Maria Pallotta (1629). Outros membros da família promovidos ao cardinalato foram Guglielmo Pallotta (1777) e Antonio Pallotta (1823). Seu primeiro nome também está listado apenas como Evangelista; e seu sobrenome como Paleottus; como Palotta; e como Palotto.
Fez seus estudos liberais e tornou-se clérigo na pátria ..
Foi a Roma e entrou na corte do Cardeal Felice Peretti, futuro Papa Sisto V, que lhe obteve o canonato no capítulo de Santa Maria ad Martires. Uma vez eleito papa, nomeou-o secretário dos memoriais e, mais tarde, datário papal. Cânon do capítulo da basílica patriarcal do Vaticano, 9 de novembro de 1585..
Eleito arcebispo de Cosenza, 11 de setembro de 1587. Consagrado, 13 de setembro de 1587, na basílica de Ss. XII Apostoli, Roma, pelo Cardeal Costanzo da Sarnano, OFMConv., assistido por Ladislao Aquino, bispo de Venafro, e por Ottavio Paravicini, bispo de Alessandria..
Criado cardeal sacerdote no consistório de 18 de dezembro de 1587; recebeu o gorro vermelho e o título de S. Matteo em Merulana, em 15 de janeiro de 1588. Arcipreste da patriarcal basílica vaticana e presidente da Fábrica de São Pedro. Protetor do poeta Torquato Tasso. Pró-datário de Sua Santidade. Participou do primeiro conclave de 1590 , que elegeu o Papa Urbano VII. Participou do segundo conclave de 1590 , que elegeu o papa Gregório XIV. Renunciou ao governo da arquidiocese de Cosenza antes de 5 de abril de 1591. Participou do conclave de 1591, que elegeu o Papa Inocêncio IX. Participou do conclave de 1592, que elegeu o Papa Clemente VIII. Camerlengo do Sacro Colégio dos Cardeais de 1595 a 8 de janeiro de 1596. Optou pelo título de S. Lorenzo em Lucina, em 16 de junho de 1603. Cardeal protoprete . Participou do conclave de março de 1605, que elegeu o Papa Leão XI. Participou do conclave de maio de 1605 , que elegeu o Papa Paulo V. Optou pela ordem dos cardeais bispos e pela sé suburbicária de Frascati, em 24 de janeiro de 1611. Optou pela sé suburbicária de Porto e Santa Rufina, em 6 de abril de 1620. Subdecano do Sacro Colégio dos Cardeais..
Morreu em Roma em Sábado, 22 de agosto de 1620, às 17 horas. O funeral foi celebrado na igreja de S. Maria em Traspontina. Mais tarde, trasladado para Caldarola e sepultado na igreja de S. Caterina por ele fundada..